# Short track na Zimowych Igrzyskach Azjatyckich 1996
Short track na Zimowych Igrzyskach Azjatyckich 1996 rozegrany został w chińskim mieście Harbin. Zarówno kobiety, jak i mężczyźni, rywalizowali w pięciu konkurencjach.
Short track w programie tych zawodów pojawił się trzeci raz.

## Klasyfikacja medalowa
| Klasyfikacja medalowa | Klasyfikacja medalowa | Klasyfikacja medalowa | Klasyfikacja medalowa | Klasyfikacja medalowa | Klasyfikacja medalowa |
| Miejsce               | Reprezentacja         | Złoto                 | Srebro                | Brąz                  | Razem                 |
| --------------------- | --------------------- | --------------------- | --------------------- | --------------------- | --------------------- |
| 1                     | Korea Południowa      | 5                     | 8                     | 5                     | 18                    |
| 2                     | Chiny                 | 5                     | 1                     | 3                     | 9                     |
| 3                     | Japonia               | 0                     | 1                     | 2                     | 3                     |
| Razem                 | Razem                 | 10                    | 10                    | 10                    | 30                    |

## Medaliści
| Konkurencja          | 1. miejsce       | 2. miejsce       | 3. miejsce       |
| -------------------- | ---------------- | ---------------- | ---------------- |
| Mężczyźni            |                  |                  |                  |
| 500 metrów           | Li Jiajun        | Kim Dong-sung    | Zhang Hongbo     |
| 1000 metrów          | Chae Ji-hoon     | Song Jae-kun     | Kim Dong-sung    |
| 1500 metrów          | Li Jiajun        | Chae Ji-hoon     | Lee Jun-hwan     |
| 3000 metrów          | Chae Ji-hoon     | Kim Dong-sung    | Song Jae-kun     |
| Sztafeta 5000 metrów | Korea Południowa | Japonia          | Chiny            |
| Kobiety              |                  |                  |                  |
| 500 metrów           | Wang Chunlu      | Sun Dandan       | Yang Yang (S)    |
| 1000 metrów          | Chun Lee-kyung   | Won Hye-kyung    | Ikue Teshigawara |
| 1500 metrów          | Yang Yang (A)    | Chun Lee-kyung   | Kim Yun-mi       |
| 3000 metrów          | Kim Yun-mi       | Won Hye-kyung    | Chun Lee-kyung   |
| Sztafeta 3000 metrów | Chiny            | Korea Południowa | Japonia          |